# Contea di Jianchang
La contea di Jianchang (建昌县S, JiànchāngP) è una contea della Cina, situata nella provincia di Liaoning e amministrata dalla prefettura di Huludao.